# Oseja de Sajambre
Oseja de Sajambre (asztur-leóni nyelven Oseya de Sayambre) település Spanyolországban, León tartományban. Lakosainak száma 226 fő (2024).

## Földrajza
Oseja de Sajambre Posada de Valdeón, Burón, Ponga és Amieva községekkel határos.

## Látnivalók
A településen négy régi műemlék érdemel figyelmet: a Santa María de Oseja-templom, az 1703-ban épült Szent Rókus-kápolna, a Casa del Conde nevű ház (ma már csak a romjai láthatók) és a Casa de los Piñán nevű ház.

## Népesség
A település lakosságának változását az alábbi diagram mutatja:
| Lakosok száma | 350  | 323  | 285  | 265  | 312  | 284  | 252  | 232  | 236  | 226  |
|               | 2001 | 2004 | 2007 | 2009 | 2012 | 2014 | 2017 | 2019 | 2022 | 2024 |